# ماكو هودو
ماكو هودو (باليابانية: 兵藤 まこ) مؤدية أصوات يابانية ولدت يوم 7 أيلول 1962 في طوكيو، اليابان.

## أعمالها

### مسلسلات أنمي
- وادي الأمان (1990)
- رانما النصف (1992)
- ميفي (1993)
- إكس مان (1994)
- الثابتون (1997)
- سابق ولاحق (1997)
- الدبابة الخضراء (1998)
- المفتش فابر (2000)
- نشأة الآليين (2005)

### أوفا أنمي
- يوميات ساكورا - كومي ناتسوكي.

### أفلام أنمي
- بيضة الملاك (1985)

## روابط خارجية
- ماكو هودو على موقع IMDb (الإنجليزية)
- ماكو هودو على موقع ألو سيني (الفرنسية)
- ماكو هودو على موقع ميوزك برينز (الإنجليزية)
- ماكو هودو على موقع أول موفي (الإنجليزية)
- ماكو هودو على موقع ديسكوغز (الإنجليزية)
- ماكو هودو على موقع قاعدة بيانات الفيلم (الإنجليزية)
- ماكو هودو على موقع كينوبويسك (الروسية)
- ماكو هودو على موقع ANN person (الإنجليزية)